# Zemīdān
Zemīdān är en ort i Iran.   Den ligger i provinsen Gilan, i den norra delen av landet, 200 km nordväst om huvudstaden Teheran. Zemīdān ligger 70 meter över havet och antalet invånare är 369.
Terrängen runt Zemīdān är huvudsakligen kuperad, men åt nordväst är den platt. Runt Zemīdān är det mycket tätbefolkat, med 1 018 invånare per kvadratkilometer. Närmaste större samhälle är Lāhījān, 7,0 km nordväst om Zemīdān. I omgivningarna runt Zemīdān växer i huvudsak blandskog.